# ナダン
ナダン（Nadan、生没年不詳）は、モンゴル帝国に仕えた将軍の一人。
『元史』には立伝されていないが『申斎集』巻8大元宣武将軍韶州路達魯花赤愛不哥察児公神道碑にその事蹟が記され、『新元史』には大元宣武将軍韶州路達魯花赤愛不哥察児公神道碑を元にした列伝が記されている。

## 概要
ナダンはボルテ・チノ（蒼き狼）の血を引くとされるドルベン氏の出で、その先祖はカラコルム（和林）から千里余り離れた「都剌合」の地に住まう部長の家系であった。ナダンはチンギス・カンがモンゴル帝国を建国するとこれに服属し、左翼万人隊長のムカリの下に配属された。ナダンはムカリの下で主に金朝遠征に従事し、第一次侵攻では雲中・九原（太原）・遼西方面の経略に功績を挙げ、第二次侵攻では三峰山の戦いにも加わった。ナダンの向かうところ敵はなく、国王ムカリからも有能であると重用されていたという。

## 子孫
ナダンは忽剌真氏を娶り、ヒンドゥ（忻都）とカラ（合剌）という2人の息子がいた。ヒンドゥは父の地位を継いでムカリの子孫達に仕え、亡くなった時もその代の国王（＝ムカリ家当主）に深く追悼されたという。ヒンドゥの家系はこれ以後も繁栄したが、カラの家系はその息子のネウリン（紐隣）以後の動向は記録にない。
ヒンドゥには9人の子供がおり、それぞれカラ（哈剌）、ドコルク（朶忽蘭）、痩痩児、阿里速、愛不哥察児、忽里罕、万奴、衆家奴、忙驢といった。皆勇敢なことで知られ、太宗オゴデイから世祖クビライに至る4朝の数々の征戦に加わった結果、重傷者1名・使者4名を出すに至った。阿里速は西域での戦いで重傷を負い、ネウリンと忽里罕、阿里速の子の高努は皆北征で戦死し、万奴は南征で死んだ。ヒンドゥの息子達の中で愛不哥察児のみが韶州路ダルガチを務めて72歳で亡くなるまで天寿を全うした。
愛不哥察児は1308年（至大元年）に宣撫将軍・韶州路ダルガチの地位を授かり、1312年（皇慶2年）正月17日に亡くなって翌年8月に葬られた。愛不哥察児は謝氏・茶失氏、8人の子を産んだ陳氏の3名を娶ったと伝わっており、ノガイ（納懐）、増城県ダルガチとなったタタルタイ（塔塔児台）、トクト（脱脱）、東平鎮守千戸となった住児、東莞県ダルガチとなったテムル（帖木児）、仁化県ダルガチとなった閭児教化、五十、六十、五人の娘がいたという。
愛不哥察児の長男のノガイは廉直なことで知られ、クルク・カアン（武宗カイシャン）に見出されて監察御史に抜擢され、陝西行台・燕南河北道粛政廉訪副使・山北遼東道粛政廉訪副使・湖広等処行中書省左右司郎中・吉安路総管兼管内勧農事を歴任したと記録される。